# Hana Takahashi
Hana Takahashi (高橋はな?, Takahashi Hana; Kawaguchi, 19 febbraio 2000) è una calciatrice giapponese, difensore dell'Urawa Reds e della nazionale giapponese.

## Carriera

### Club
Nata ad Hatogaya (ora Kawaguchi), nella prefettura di Saitama, Takahashi inizia a giocare a calcio durante le scuole elementari, entrando a far parte del Totsuka Football Club Girls, squadra locale di calcio femminile, per poi giocare nel Toki Nan Bonbāzu e nell'FC Abilista.
Nel 2012, entra a far parte del settore giovanile dell'Urawa Reds, e nello stesso periodo viene selezionata per alcuni raduni nazionali organizzati dalla JFA.
Nel giugno del 2016, Takahashi entra nel giro della prima squadra dei Red Diamonds, ma viene ufficialmente aggregata in pianta stabile solo a partire dalla stagione 2018. Il 29 aprile 2018, fa il suo debutto in prima squadra nell'incontro di campionato contro il JEF United, perso per 0-1. Il 20 ottobre seguente, invece, il difensore segna la sua prima rete, contribuendo alla vittoria per 1-2 sul campo del Cerezo Osaka Yanmar.
Nel novembre del 2022, nel corso di una tournée con la nazionale giapponese, Takahashi riporta una lesione del legamento crociato anteriore del ginocchio destro, infortunio che la costringe a un intervento chirurgico e ad uno stop di circa otto mesi.

### Nazionale
Takahashi ha rappresentato il Giappone a diversi livelli giovanili, partecipando ai Mondiali under 17 del 2016, in cui la nazionale nipponica è stata sconfitta in finale dalla Corea del Nord, al campionato asiatico femminile under 19 di calcio del 2017, vinto dallo stesso Giappone, e ai Mondiali under 20 del 2018, in cui la Nadeshiko Japan si è aggiudicata il proprio primo titolo iridato.
Il 6 ottobre 2019, Takahashi ha debuttato per la nazionale maggiore giapponese, subentrando nel secondo tempo dell'amichevole contro il Canada, vinta per 4-0.
Nel gennaio del 2022, è stata convocata per la Coppa d'Asia femminile, disputatasi in India, e in cui la formazione giapponese ha raggiunto le semifinali, prima di essere eliminata dalla Cina.
Il 27 giugno dello stesso anno, ha segnato il suo primo gol in nazionale maggiore, contribuendo alla vittoria per 5-1 in amichevole contro la Finlandia.
Nel giugno del 2023, è stata inclusa dal CT Futoshi Ikeda nella lista delle convocate per i Mondiali dello stesso anno, organizzati in Australia e Nuova Zelanda.

## Statistiche

### Cronologia presenze e reti in nazionale
| Cronologia completa delle presenze e delle reti in nazionale ― Giappone | Cronologia completa delle presenze e delle reti in nazionale ― Giappone | Cronologia completa delle presenze e delle reti in nazionale ― Giappone | Cronologia completa delle presenze e delle reti in nazionale ― Giappone | Cronologia completa delle presenze e delle reti in nazionale ― Giappone | Cronologia completa delle presenze e delle reti in nazionale ― Giappone              | Cronologia completa delle presenze e delle reti in nazionale ― Giappone | Cronologia completa delle presenze e delle reti in nazionale ― Giappone |
| Data                                                                    | Città                                                                   | In casa                                                                 | Risultato                                                               | Ospiti                                                                  | Competizione                                                                         | Reti                                                                    | Note                                                                    |
| ----------------------------------------------------------------------- | ----------------------------------------------------------------------- | ----------------------------------------------------------------------- | ----------------------------------------------------------------------- | ----------------------------------------------------------------------- | ------------------------------------------------------------------------------------ | ----------------------------------------------------------------------- | ----------------------------------------------------------------------- |
| 6-10-2019                                                               | Shizuoka                                                                | Giappone                                                                | 4 – 0                                                                   | Canada                                                                  | Amichevole                                                                           | -                                                                       | 79’                                                                     |
| 11-4-2021                                                               | Tokyo                                                                   | Giappone                                                                | 7 – 0                                                                   | Panama                                                                  | Amichevole                                                                           | -                                                                       | 70’                                                                     |
| 13-6-2021                                                               | Utsunomiya                                                              | Giappone                                                                | 5 – 1                                                                   | Messico                                                                 | Amichevole                                                                           | -                                                                       | 82’                                                                     |
| 25-11-2021                                                              | Utsunomiya                                                              | Islanda                                                                 | 0 – 2                                                                   | Giappone                                                                | Amichevole                                                                           | -                                                                       | 90’                                                                     |
| 24-1-2022                                                               | Pune                                                                    | Vietnam                                                                 | 1 – 3                                                                   | Giappone                                                                | Coppa d'Asia 2022 - Fase a gironi                                                    | -                                                                       |                                                                         |
| 27-1-2022                                                               | Pune                                                                    | Giappone                                                                | 1 – 1                                                                   | Corea del Sud                                                           | Coppa d'Asia 2022 - Fase a gironi                                                    | -                                                                       | 90’                                                                     |
| 24-6-2022                                                               | Utsunomiya                                                              | Serbia                                                                  | 0 – 5                                                                   | Giappone                                                                | Amichevole                                                                           | -                                                                       | 85’                                                                     |
| 27-6-2022                                                               | Utsunomiya                                                              | Finlandia                                                               | 1 – 5                                                                   | Giappone                                                                | Amichevole                                                                           | 1                                                                       |                                                                         |
| 19-7-2022                                                               | Kashima                                                                 | Giappone                                                                | 2 – 1                                                                   | Corea del Sud                                                           | Campionato femminile di calcio della Federazione calcistica dell'Asia orientale 2022 | -                                                                       |                                                                         |
| 26-7-2022                                                               | Kashima                                                                 | Giappone                                                                | 0 – 0                                                                   | Cina                                                                    | Campionato femminile di calcio della Federazione calcistica dell'Asia orientale 2022 | -                                                                       |                                                                         |
| 6-10-2022                                                               | Kōbe                                                                    | Giappone                                                                | 2 – 0                                                                   | Nigeria                                                                 | Amichevole                                                                           | -                                                                       |                                                                         |
| 9-10-2022                                                               | Nagano                                                                  | Giappone                                                                | 2 – 0                                                                   | Nuova Zelanda                                                           | Amichevole                                                                           | -                                                                       | 82’                                                                     |
| Totale                                                                  |                                                                         | Presenze                                                                | 13                                                                      |                                                                         | Reti                                                                                 | 1                                                                       |                                                                         |

## Palmarès

### Club
- Campionato giapponese: 1

Urawa Red Diamonds: 2020
- Coppa dell'Imperatrice: 1

Urawa Red Diamonds: 2021
- WE League Cup: 1

Urawa Red Diamonds: 2022-2023

### Nazionale

#### Competizioni giovanili
- Campionato mondiale under 20: 1

2018

#### Competizioni internazionali
- Coppa dell'Asia orientale femminile: 1

2022
- SheBelieves Cup: 1

2025